# Jewgienij Nowikow (kierowca)
Jewgienij Maksymowicz Nowikow (ros. Евгений Максимович Новиков, ur. 19 września 1990 w Moskwie) – rosyjski kierowca rajdowy. Od 2007 roku startuje w Mistrzostwach Świata.
W 2006 roku Nowikow zaliczył swój debiut w rajdach. W 2007 roku zadebiutował w Rajdowych Mistrzostwach Świata. Pilotowany przez Aleksieja Aksakowa i jadący Subaru Impreza WRX STi nie ukończył wówczas Rajdu Wielkiej Brytanii. W 2008 roku wystartował w rywalizacji samochodów fabrycznych w MŚ, ale nie ukończył 4 rajdów, a swoje jedyne punkty zdobył podczas Rajdu Japonii zajmując 2. miejsce w PCWRC. Z kolei w 2009 roku Rosjanin został członkiem zespołu Citroën Junior Team obok Francuza Sébastiena Ogiera i Zimbabwejczyka Conrada Rautenbacha. Startując Citroënem C4 WRC wraz z pilotem Dale'em Moscattem zajął 5. miejsce w Rajdzie Sardynii zdobywając pierwsze punkty w Mistrzostwach Świata w karierze.
W swojej karierze Nowikow wygrał także Rajdowy Puchar Rosji w 2006 roku, a w 2007 roku został wicemistrzem Rosji i Estonii.
W sezonie 2012 startując Fordem Fiestą w barwach M-Sportu po raz pierwszy w karierze stanął na podium rajdu zaliczonego do klasyfikacji WRC, był to Rajd Portugalii (2. miejsce). W tym samym roku stanął jeszcze na podium w Rajdzie Sardynii zajmując także 2. miejsce.

## Występy w mistrzostwach świata
| Sezon | Zespół                                                  | Samochód                                       | 1        | 2       | 3          | 4        | 5          | 6         | 7      | 8         | 9         | 10        | 11            | 12              | 13      | 14      | 15       | 16 | Punkty | Miejsce |
| ----- | ------------------------------------------------------- | ---------------------------------------------- | -------- | ------- | ---------- | -------- | ---------- | --------- | ------ | --------- | --------- | --------- | ------------- | --------------- | ------- | ------- | -------- | -- | ------ | ------- |
| 2007  | Jewgienij Nowikow                                       | Subaru Impreza WRX STi                         | Monako   | Szwecja | Norwegia   | Meksyk   | Portugalia | Argentyna | Włochy | Grecja    | Finlandia | Niemcy    | Nowa Zelandia | Hiszpania       | Francja | Japonia | Irlandia | NU | 0      | -       |
| 2008  | Jewgienij Nowikow                                       | Subaru Impreza WRX STi Mitsubishi Lancer Evo 9 | Monako   | Szwecja | Meksyk     | NU       | Jordania   | Włochy    | 35     | NU        | Finlandia | Niemcy    | NU            | Hiszpania       | Francja | 11      | NU       |    | 0      | -       |
| 2009  | Citroën Junior Team                                     | Citroën C4 WRC                                 | Irlandia | 11      | NU         | NU       | Argentyna  | 5         | 16     | 9         | NU        | Australia | NU            | Wielka Brytania |         |         |          |    | 4      | 13.     |
| 2011  | M-Sport Stobart Ford World Rally Team Jewgienij Nowikow | Ford Fiesta RS WRC Citroën DS3 WRC             | Szwecja  | NU      | Portugalia | Jordania | 14         | Argentyna | 20     | Finlandia | Niemcy    | NU        | 23            | 7               | 7       |         |          |    | 12     | 17.     |
| 2012  | M-Sport Ford World Rally Team                           | Ford Fiesta RS WRC                             | 5        | 5       | NU         | 2        | 8          | NU        | 4      | 36        | NU        | 6         | 7             | 2               | 10      |         |          |    | 88     | 6.      |
| 2013  | Qatar M-Sport WRT                                       | Ford Fiesta RS WRC                             | NU       | 9       | 10         | 4        | 4          | 9         | NU     | 6         | 10        | 7         | 5             | 5               | 19      |         |          |    | 69     | 7.      |

### Starty w PWRC
| Sezon | Zespół            | Samochód                                       | 1   | 2      | 3      | 4      | 5   | 6      | 7     | 8      | 9 | Punkty | Miejsce |
| ----- | ----------------- | ---------------------------------------------- | --- | ------ | ------ | ------ | --- | ------ | ----- | ------ | - | ------ | ------- |
| 2008  | Jewgienij Nowikow | Subaru Impreza WRX STi Mitsubishi Lancer Evo 9 | SWE | ARG NU | GRE 15 | TUR NU | FIN | NZE NU | JPN 2 | GBR NU |   | 8      | 13.     |